# Tamara Sivakova
Tamara Sivakova (in bielorusso Тамара Сівакова?; Mahilëŭ, 16 agosto 1965) è un'atleta paralimpica bielorussa, che ha fatto parte nel 1992 della Squadra Unificata (Unified Team).

## Biografia
Ipovedente per un problema congenito, ha iniziato a praticare lo sport all'età di 14 anni, nella scuola per ragazzi con disabilità visiva di Škloŭ (Shklov), nella Bielorussia facente parte dell'Unione Sovietica. Ha esordito in ambito internazionale agli Europei IBSA di Zurigo nel 1989. Nel 1992 ha partecipato alle Paralimpiadi di Barcellona sotto la bandiera della Squadra Unificata (Unified Team) e come atleta bielorussa in tutte le seguenti competizioni.
Ha iniziato come lanciatrice e multiplista, ma ben presto si è dedicata al getto del peso e al lancio del disco. Ha percorso una lunga serie di eventi sportivi, dapprima come ipovedente meno svantaggiata (cat. B3/F12/F13), ma dal 2002 è entrata a far parte degli ipovedenti più gravi (F12). La sua carriera è ancora in corso, avendo partecipato alle Paralimpiadi dal 1992 al 2016, ai Mondiali dal 1994 al 2019 e agli Europei fino al 2018.
Dal 2012 è avvenuto spesso che si siano accorpate categorie affini di atleti paralimpici, ad esempio ciechi e ipovedenti, e ciò ha portato Tamara Sivakova a competere con atlete non vedenti, come Assunta Legnante. Il dislivello di capacità viene colmato con punteggi appositamente attribuiti come correttivi. Nella gara del getto del peso di Londra 2012, le prime cinque classificate erano tutte non vedenti, ma la lunghezza del tiro avrebbe collocato Sivakova al 3º posto. Per queste situazioni e per l'età, i risultati dell'atleta sono divenuti in genere onorevoli piazzamenti, ma la passione sportiva di Tamara Sivakova non è venuta meno.

## Palmarès
| Anno                                      | Manifestazione       | Sede           | Evento                   | Risultato | Prestazione | Note |
| ----------------------------------------- | -------------------- | -------------- | ------------------------ | --------- | ----------- | ---- |
| In rappresentanza della Squadra Unificata |                      |                |                          |           |             |      |
| 1992                                      | Giochi paralimpici   | Barcellona     | Lancio del disco B3      | Oro       | 39,44 m     |      |
| 1992                                      | Giochi paralimpici   | Barcellona     | Pentathlon B3            | 5ª        | 2 041 p.    |      |
| In rappresentanza della Bielorussia       |                      |                |                          |           |             |      |
| 1994                                      | Mondiali paralimpici | Berlino        | Getto del peso F12       | Oro       | 11,24 m     |      |
| 1994                                      | Mondiali paralimpici | Berlino        | Lancio del disco F12     | Oro       | 36,30 m     |      |
| 1996                                      | Giochi paralimpici   | Atlanta        | Getto del peso F12       | Oro       | 12,51 m     |      |
| 1996                                      | Giochi paralimpici   | Atlanta        | Lancio del disco F12     | Bronzo    | 35,48 m     |      |
| 2000                                      | Giochi paralimpici   | Sydney         | Lancio del disco F13     | Argento   | 41,74 m     |      |
| 2000                                      | Giochi paralimpici   | Sydney         | Pentathlon P13           | 6ª        | 2 436 p.    |      |
| 2002                                      | Mondiali paralimpici | Lilla          | Getto del peso F12       | Oro       |             |      |
| 2002                                      | Mondiali paralimpici | Lilla          | Lancio del disco F12     | Oro       |             |      |
| 2003                                      | Europei paralimpici  | Assen          | Getto del peso F11-F12   | Oro       | 12,92 m     |      |
| 2003                                      | Europei paralimpici  | Assen          | Lancio del disco F12     | Oro       | 43,24 m     |      |
| 2004                                      | Giochi paralimpici   | Atene          | Getto del peso F12       | Oro       | 12,82 m     |      |
| 2004                                      | Giochi paralimpici   | Atene          | Lancio del disco F13     | Argento   | 41,32 m     |      |
| 2005                                      | Europei paralimpici  | Espoo          | Getto del peso F12       | Argento   | 12,34 m     |      |
| 2005                                      | Europei paralimpici  | Espoo          | Lancio del disco F12     | Oro       | 40,75 m     |      |
| 2006                                      | Mondiali paralimpici | Assen          | Getto del peso F12       | Oro       |             |      |
| 2006                                      | Mondiali paralimpici | Assen          | Lancio del disco F12     | Oro       |             |      |
| 2008                                      | Giochi paralimpici   | Pechino        | Getto del peso F12-13    | Argento   | 12,13 m     |      |
| 2008                                      | Giochi paralimpici   | Pechino        | Lancio del disco F13     | Oro       | 41,29 m     |      |
| 2011                                      | Mondiali paralimpici | Christchurch   | Getto del peso F12       | Oro       | 12,26 m     |      |
| 2012                                      | Europei paralimpici  | Stadskanaal    | Getto del peso F11-F12   | Argento   | 12,30 m     |      |
| 2012                                      | Europei paralimpici  | Stadskanaal    | Lancio del disco F11-F12 | Oro       | 36,90 m     |      |
| 2012                                      | Giochi paralimpici   | Londra         | Getto del peso F11-12    | 6ª        | 12,39 m     |      |
| 2012                                      | Giochi paralimpici   | Londra         | Lancio del disco F11/12  | 5ª        | 37,61 m     |      |
| 2013                                      | Mondiali paralimpici | Lione          | Getto del peso F12       | Bronzo    | 11,99 m     |      |
| 2015                                      | Mondiali paralimpici | Doha           | Lancio del disco F12     | 4ª        | 37,96 m     |      |
| 2015                                      | Mondiali paralimpici | Doha           | Getto del peso F12       | 5ª        | 12,03 m     |      |
| 2016                                      | Europei paralimpici  | Grosseto       | Getto del peso F12       | Argento   | 11,98 m     |      |
| 2016                                      | Giochi paralimpici   | Rio de Janeiro | Getto del peso F11-12    | 6ª        | 11,24 m     |      |
| 2017                                      | Mondiali paralimpici | Londra         | Getto del peso F12       | 6ª        | 11,47 m     |      |
| 2017                                      | Mondiali paralimpici | Londra         | Lancio del disco F12     | 4ª        | 36,20 m     |      |
| 2018                                      | Europei paralimpici  | Berlino        | Getto del peso F11-12    | Bronzo    | 11,31 m     |      |
| 2018                                      | Europei paralimpici  | Berlino        | Lancio del disco F12     | Argento   | 38,63 m     |      |
| 2019                                      | Mondiali paralimpici | Dubai          | Getto del peso F12       | 8ª        | 10,67 m     |      |